# Ᵽ
Das Ᵽ (kleingeschrieben ᵽ) ist ein Buchstabe des lateinischen Schriftsystems, bestehend aus einem durchgestrichenen P. Der Buchstabe wird in Tanimuca-Retuarã verwendet, um den stimmlosen bilabialen Frikativ (IPA: ɸ) darzustellen. Der Kleinbuchstabe ᵽ ist auch als phonetisches Symbol für denselben Laut üblich, analog zur stimmhaften Version ƀ.

## Darstellung auf dem Computer
Unicode enthält das Ᵽ an den Codepunkten U+2C63 (Großbuchstabe) und U+1D7D (Kleinbuchstabe).
In HTML kann man ein provisorisches Ᵽ bilden, indem man den Buchstaben P mit dem <s>-Tag durchstreicht.